# دهیوپتی
دهیوپتی Dahyupati به معنی صاحب کشور، رئیس کشور  یا کسی که از میان قبایل متعدد از یک رشته و تبار، رهبر بوده و قلمرویی بالنسبه مستقل داشته و می‌توانسته در برابر سایر دهیوپتی‌ها و سلاطین مقتدر دوران تا حدودی مقاومت نماید. دهیوپتی‌ها از فرمانفرمایان متعدد و کوچک ایرانی قبل از تأسیس پادشاهی ماد در نیمه اول هزاره اول پیش از میلاد بشمار می‌رفتند. 
منابع اوستایی کهن بویژه گات‌ها یا گاثاها حداقل از چهار تقسیم جامعه ایرانی سخن به میان می‌آورند که به ترتیب از بالا به پایین دهیو به معنی کشور، ویس به معنی دهکده (دهدژ) که واجد حصار پیرامونی بوده است، شویثره به معنی زمین قابل تملک و قابل کِشت و زرع، و دمانا به معنی خانواده یا خاندان باضافه تمام اموال منقول و غیرمنقول بوجود آمده از قِبل آن.

### آغاز پیدایش دولت در ایران
منابع گِلی از دو دوره لشکرکشی آشور به کوهستان‌های زاگروس گزارش می‌کنند. اولین لشکرکشی که حدود ۴۴ سال ادامه یافت از سال ۸۳۴ آغاز و در سال ۷۸۸ پیش از میلاد پایان یافت. دومین لشکرکشی که حدود ۶۶ سال به طول انجامید، از سال ۷۴۴ آغاز و در سال ۶۷۸ پایان یافت.
در روایات شفاهی که به سمع هرودوت رسیده این دو لشکرکشی‌ها به صورت واحدی درآمده و با نام سیمای زنی جنگاور ملکه سمیرامیس مربوط گشته است. در روایات مادی این نکته به وضوح تمام محفوظ مانده است که پس از تعرضات آشور دوران استقلال آغاز شد که به هر تقدیر بر تأسیس دولت ماد مقدم بود. دهیوپتی‌ها به نظر می‌رسد پس از توقف حملات ملکه سمیرامیس در عرصه حضور پر رنگ‌تری پیدا کردند.